# Sundevalls riopa
Sundevalls riopa (Mochlus sundevalli) is een hagedis uit de familie skinken (Scincidae).

## Naam en indeling
De wetenschappelijke naam van de soort werd voor het eerst voorgesteld door Andrew Smith in 1849. Oorspronkelijk werd de naam Eumices (Riopa) sunderallii (sic) gebruikt. De skink is in het verleden bij verschillende geslachten ingedeeld, waaronder Riopa, Lygosoma en Mabuya. Tegenwoordig worden deze indelingen beschouwd als verouderd, maar in de literatuur worden deze namen nog gebruikt.
De soortaanduiding sundevalli is een eerbetoon aan Carl Jakob Sundevall, een Zweedse natuuronderzoeker. Deze soort wordt ook wel draaiskink of Sundevalls skink genoemd, maar deze namen zijn verbasteringen uit het Engels.

## Uiterlijke kenmerken
Sundevalls riopa wordt ongeveer 20 centimeter lang en ziet eruit als een worst met pootjes; een zeer korte en stompe staart, een cilindrisch lichaam, een korte nek en stompe kop. Deze hagedis kent autotomie en de staart breekt bij de geringste aanraking af. De ogen liggen opvallend diep in de schedel, de snuit is enigszins snavelachtig. De poten zijn kort maar wel krachtig om zich snel in te graven, de schubben zijn glad. De kleur is erg variabel; van groen tot bruin maar ook witte exemplaren komen voor. Een tekening ontbreekt, in tegenstelling tot bijvoorbeeld de bont gekleurde Fernands riopa (Lepidothyris fernandi).

## Verspreiding en habitat
De skink komt voor in een groot deel van centraal- en zuidelijk Afrika: Namibië, Botswana, Zimbabwe, Zuid-Afrika, Mozambique, Angola, Congo-Kinshasa, Zambia, Malawi, Tanzania, Kenia, Somalië en Ethiopië. De habitat bestaat uit zanderige en drogere gebieden want deze soort leidt een gravend bestaan en graaft holen onder bladeren en stenen. De hagedis is aangetroffen vanaf zeeniveau tot op een hoogte van ongeveer 2000 meter boven zeeniveau.
Door de internationale natuurbeschermingsorganisatie IUCN is de beschermingsstatus 'veilig' toegewezen (Least Concern of LC).

## Levenswijze
De skink is een bodembewoner die zelden klimt. Er wordt veel gegraven en de hagedis wordt maar zelden bovengronds aangetroffen. Sundevalls riopa prefereert open en uitgestrekte zandsavannen en steppen met weinig vegetatie. Zowel droge als meer vochtige omgevingen zijn geschikt. Zanderige biotopen hebben de voorkeur, de skink is in staat om door het zand te zwemmen waarbij de poten tegen het lichaam worden gehouden.
Op het menu staat alles wat hij kan pakken zoals insecten en de larven en miljoenpoten en daarnaast worden ook wel plantendelen als vruchten gegeten. De vrouwtjes zetten twee tot zeven eieren af in de bodem. Vaak worden oude termietennesten gebruikt om de eieren in te verstoppen.